# Messancy (ruisseau)
Pour le village et la commune, voir Messancy.
La Messancy (Miezegerbaach en luxembourgeois) est un ruisseau de Belgique, affluent en rive droite de la Chiers faisant partie du bassin versant de la Meuse. Il est situé dans la province de Luxembourg, plus particulièrement dans le Pays d'Arlon, d'où les consonances luxembourgeoises des noms de ses affluents.
Peu après sa source, elle donne naissance à un lac, le lac de Messancy, au nord du village portant le même nom. La Messancy n'est navigable en aucun endroit.

## Étymologie

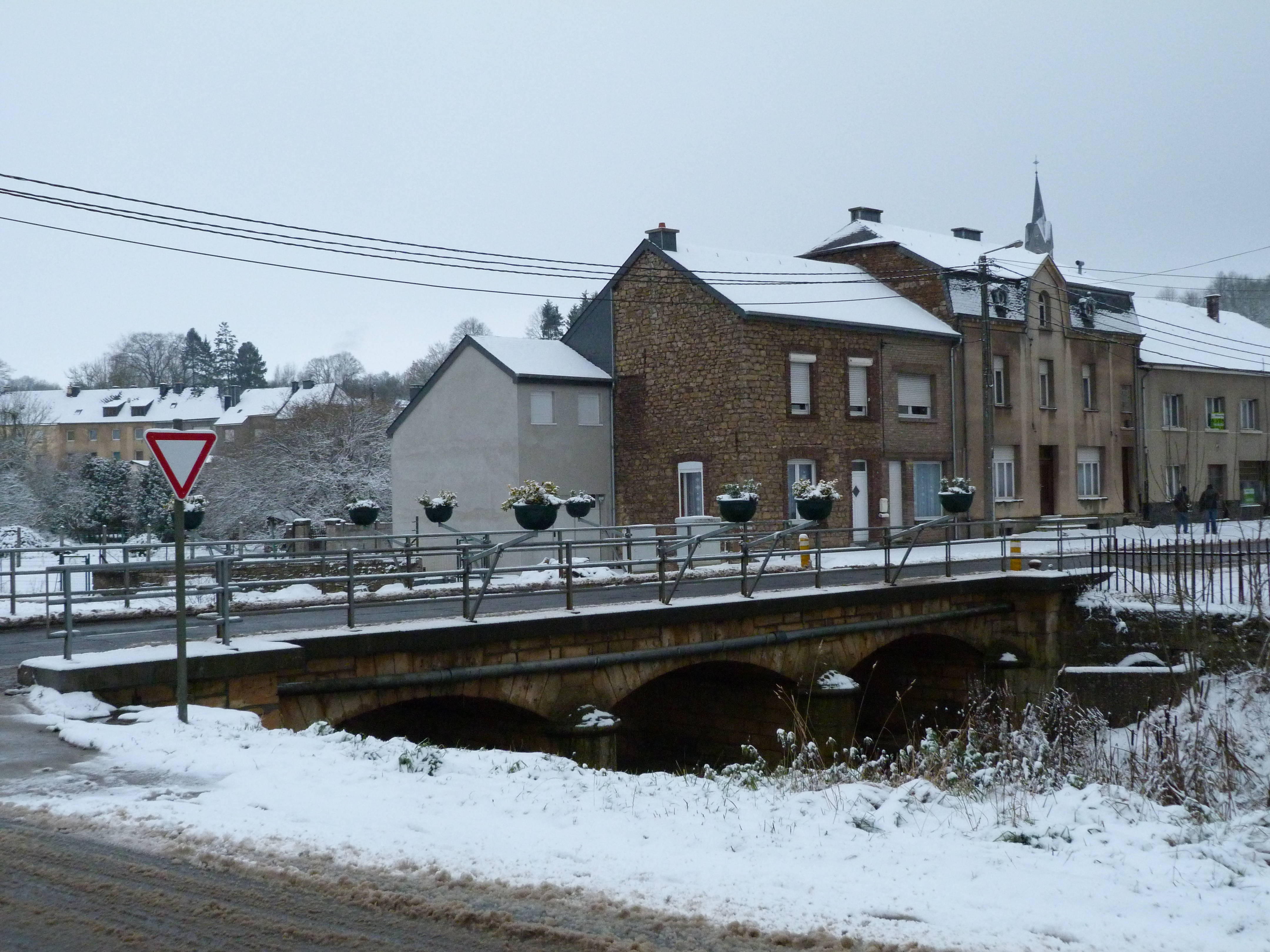
Pont sur la Messancy en hiver, à Messancy

A l'époque romaine, la Messancy, rivière venant de Wolkrange était appelée Carus fluvius et la Chiers actuelle (ruisseau venant d’Oberkorn, au Luxembourg) Cara River. La Messancy aurait dû être appelé « la Chiers », car au confluent avec celle-ci, à Athus, son débit est quatre fois supérieur à celui de cette dernière, qui ne provient que d'une seule source, là où la Messancy récolte plusieurs ruisseaux venant du nord, notamment d'Arlon. 

## Parcours

### Sources et commune de Messancy
La Messancy prend « ses » sources dans le nord ouest de la commune éponyme ainsi que dans celle d’Arlon. Trois ruisseaux venant de Toernich (l'Odenbach), Udange (L'Udingerbach) et Sesselich (le Flödenbourg) se rejoignent à Wolkrange puis réceptionnent les eaux d'Habergy (Heverdingerbach) et de Bébange (Bebingerbach) près de Buvange pour former un cours d’eau prenant le nom de Messancy, dont la première mention se trouve sur le pont de la nationale 883 à Differt. Il passe ensuite sous la nationale 81, puis réceptionne le Schiewerbach provenant de Hondelange  et forme ensuite le lac de Messancy. Il continue son tracé nord-sud au travers de la commune et, dans le centre du village de Messancy, il collecte les eaux du Seilingerbach, venant de Sélange. A Longeau, la Messancy est encore alimentée par le Wassergrund, venant de Noedelange, puis par de l'Oderingergrund venant de Guerlange. 

### Commune d'Aubange
Le ruisseau entre dans la ville d'Aubange lorsqu’il reçoit les eaux du ruisseau provenant du bois d'Athus et du lieu-dit Wosweiler, le long de la ligne de chemins de fer 167 qu'il traverse de manière souterraine à l’endroit dit du Pont Noir, créé lors de l’édification de la gare d'Athus en 1862, détournant le cours du ruisseau de quelques dizaines de mètres. Après avoir traversé la cité, la Messancy et se jette dans la Chiers à Athus qui fait alors office de frontière entre la Belgique et le Luxembourg sur quelques centaines de mètre avant de rejoindre le tripoint Belgique-France-Luxembourg lorsqu'elle collecte les eaux du Brüll et qu'elle entre alors en France, à Mont-Saint-Martin.
Son confluent avec la Chiers fut transformé en écluse lors du temps de l'usine sidérurgique d'Athus afin de garantir en permanence un apport d'eau suffisant pour refroidir les différents hauts-fourneaux de l'usine. Aujourd'hui l'endroit est délaissé et l'accès se fait par un petit chemin dans la rue Cockerill.

## Galerie de photographies

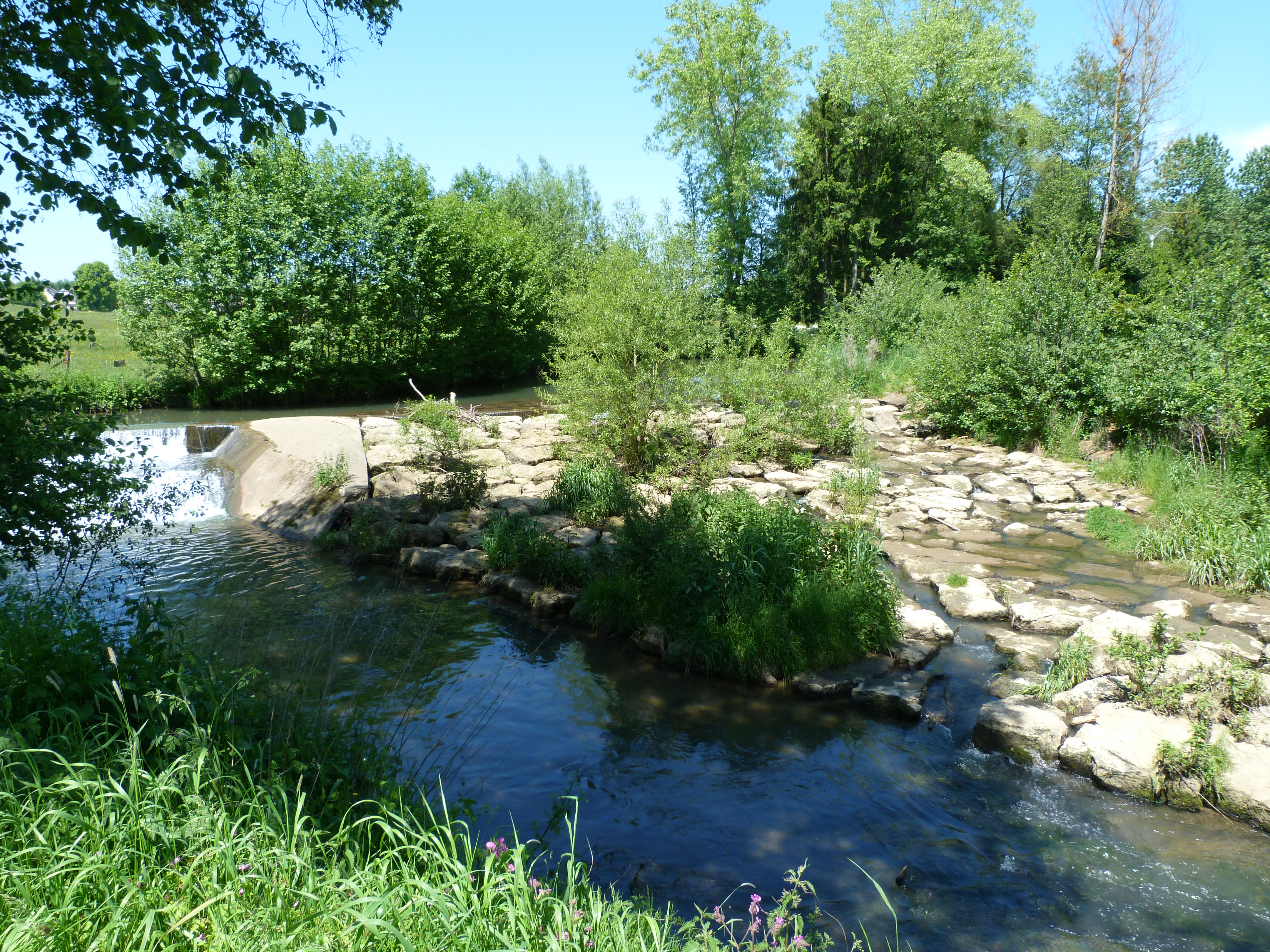
La Messancy à l'entrée du lac de Messancy.
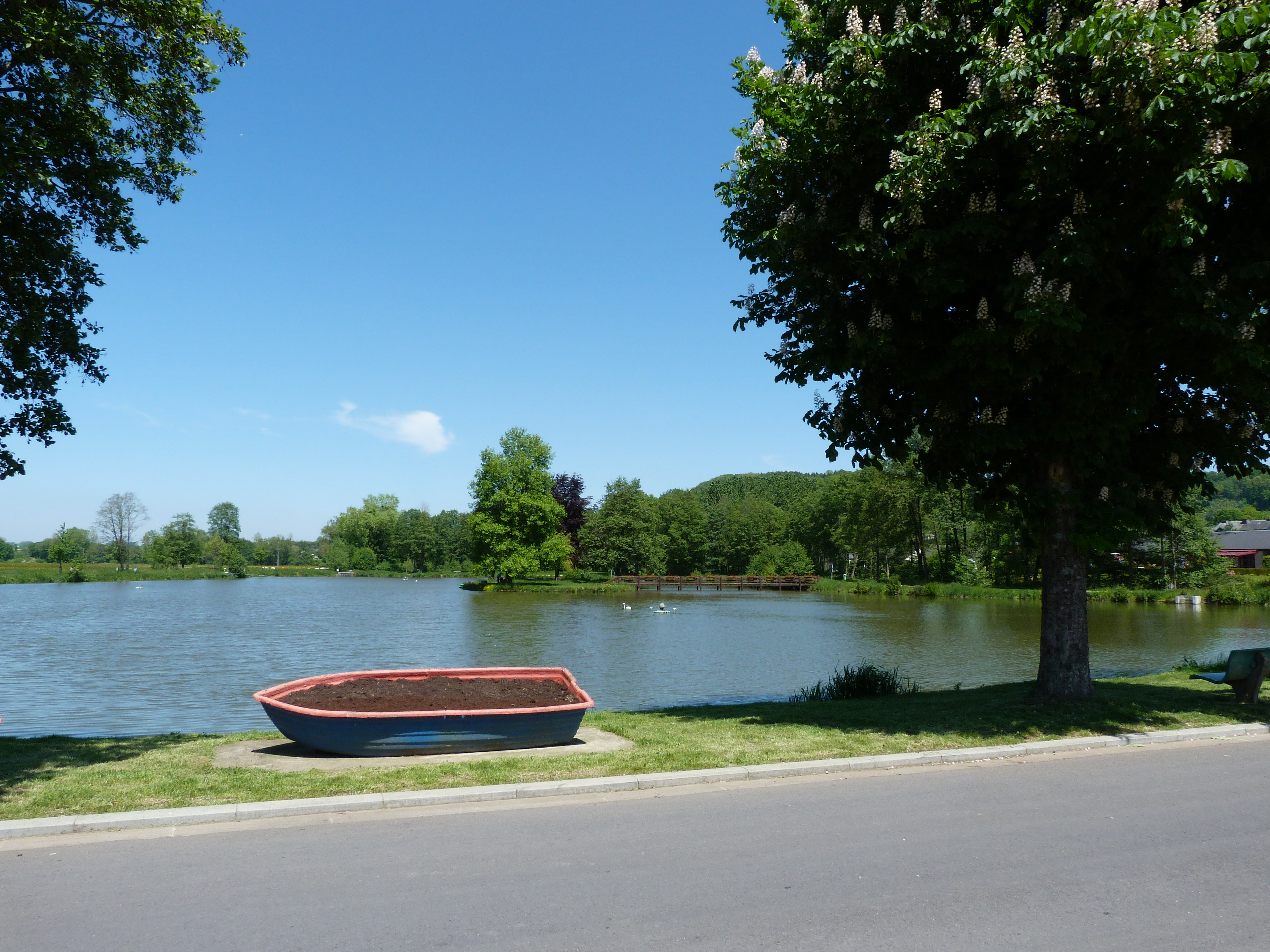
Le Lac de Messancy.
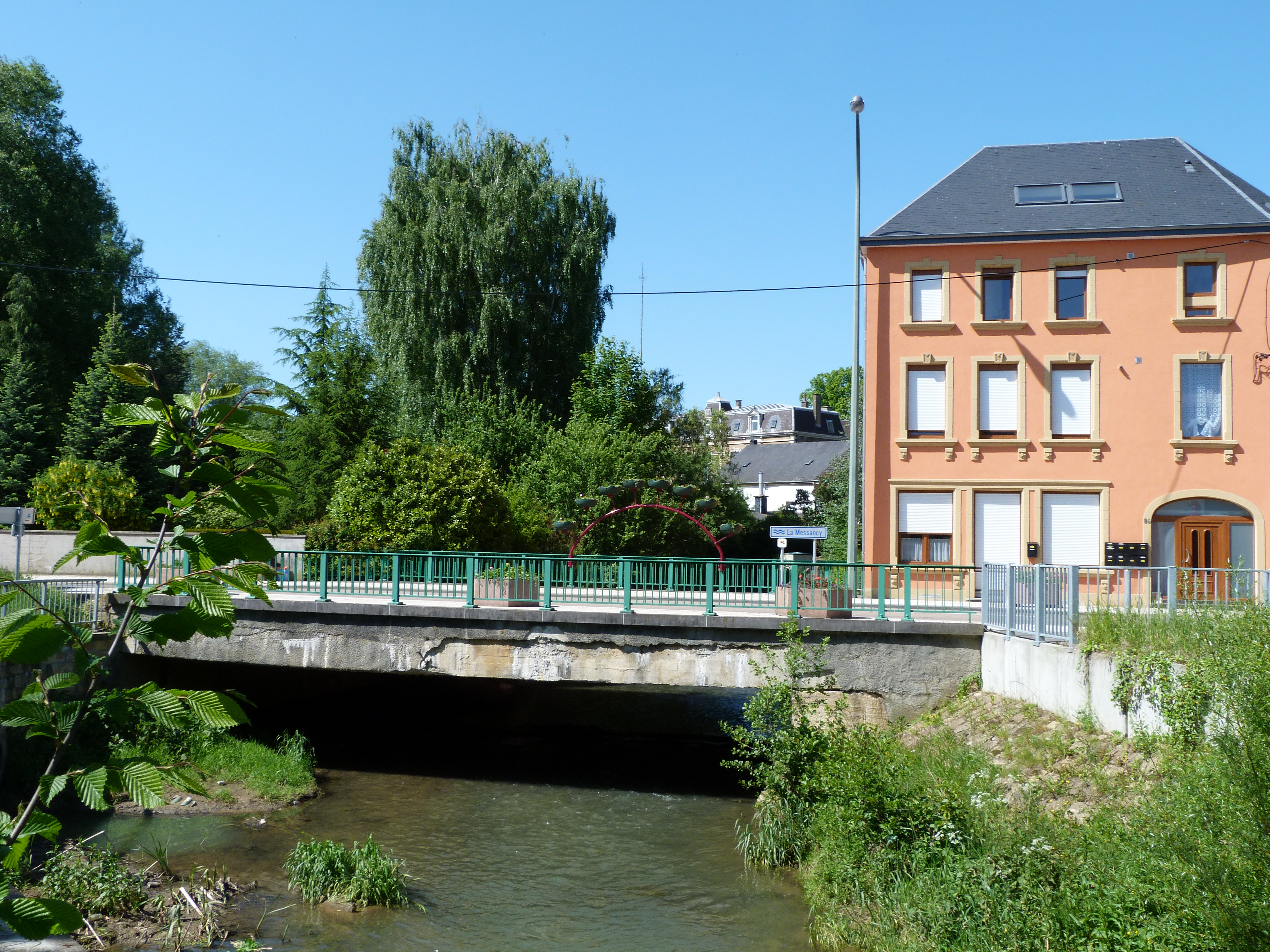
La Messancy traversant la Grand Rue d'Athus.
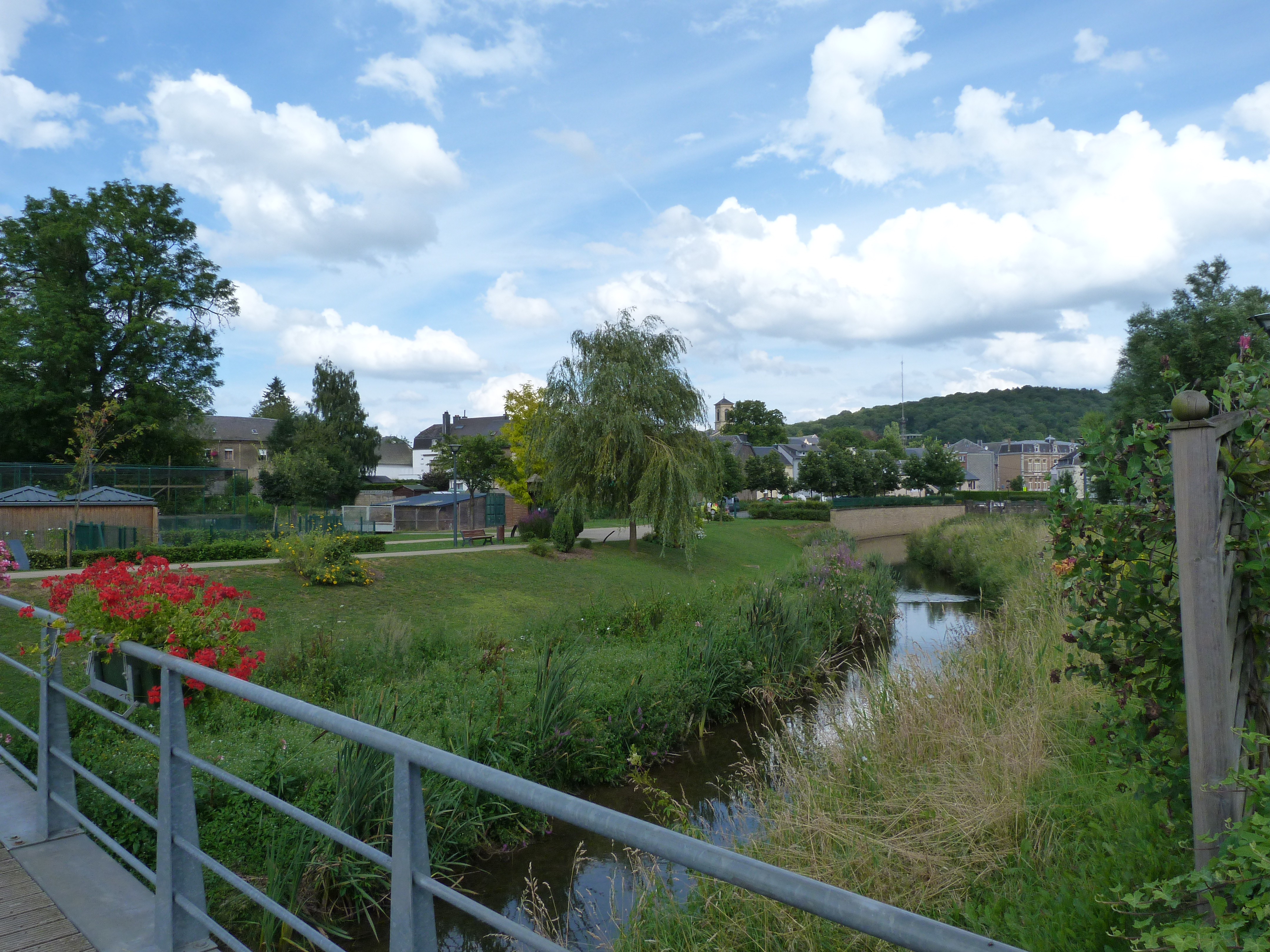
La Messancy vue depuis le parc d'Athus.
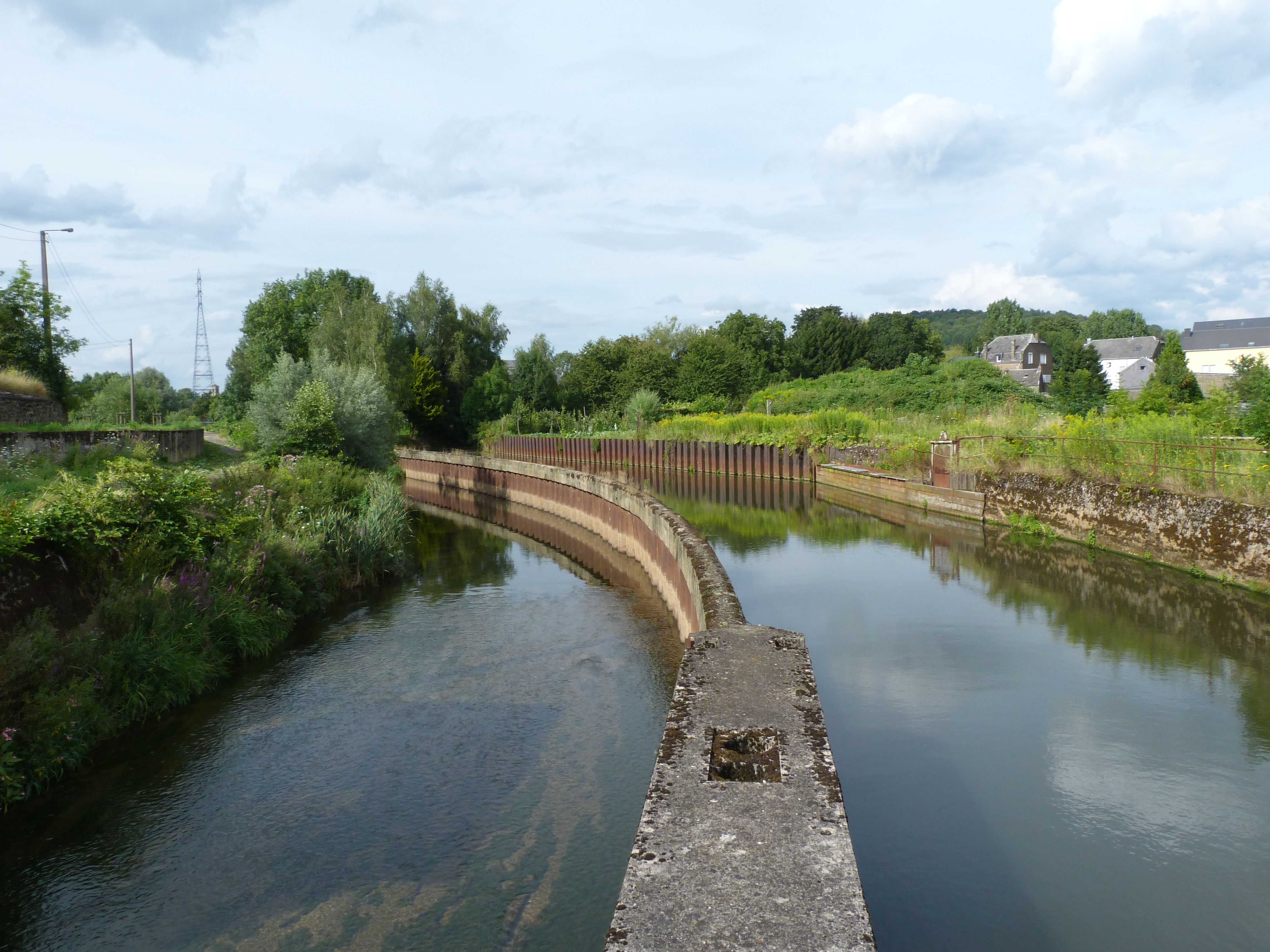
« L'écluse », au confluent avec la Chiers à Athus.
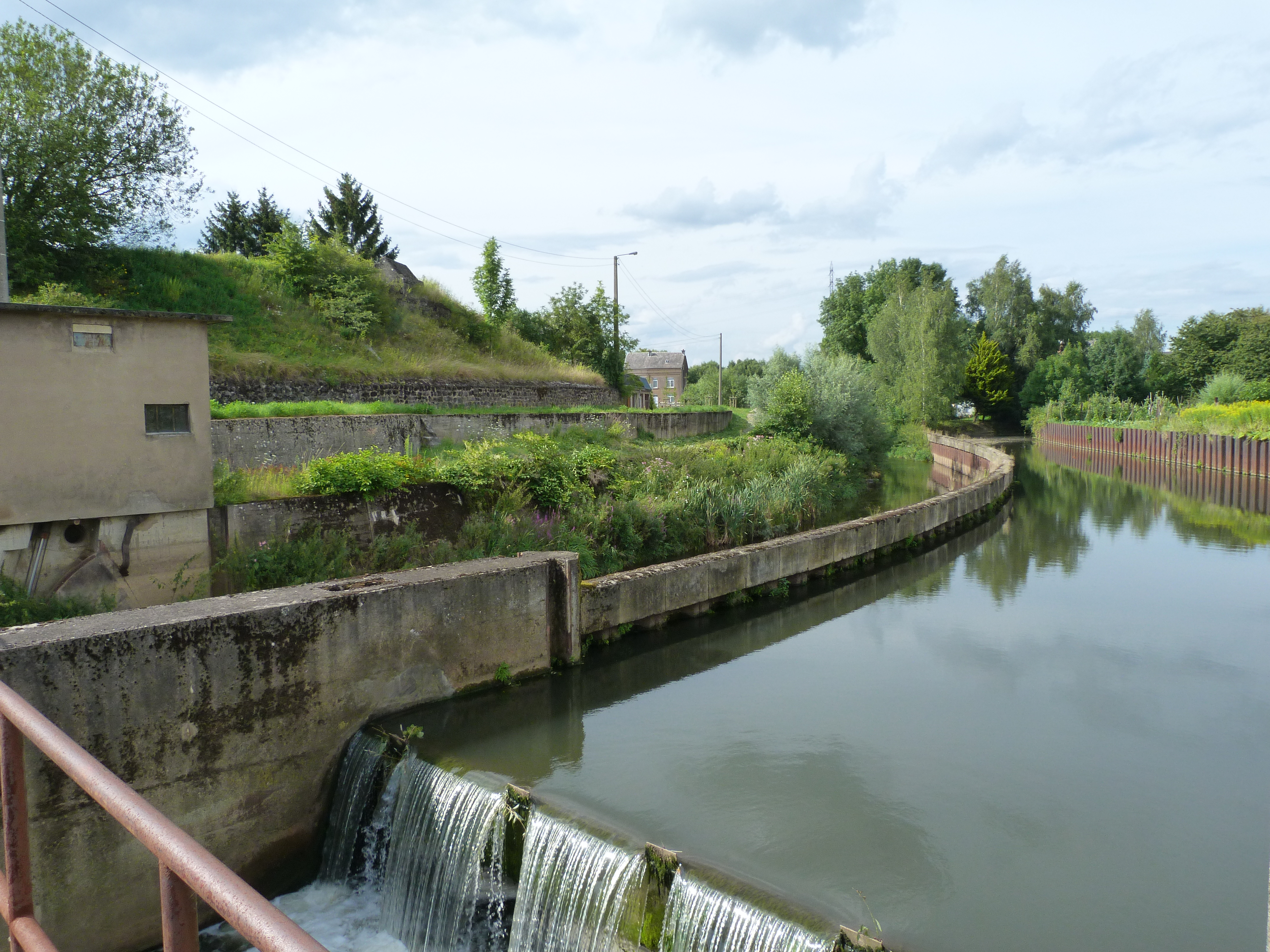
« L'écluse », au confluent avec la Chiers à Athus.